# Красная (приток Жиздры)
Красная — река в России, протекает в Калужской области.
Течёт через сосновые леса. Устье реки находится в 103 км по правому берегу реки Жиздра. Длина реки составляет 11 км.

## Данные водного реестра
По данным государственного водного реестра России относится к Окскому бассейновому округу, водохозяйственный участок реки — Ока от города Белёв до города Калуга, без рек Упа и Угра, речной подбассейн реки — бассейны притоков Оки до впадения Мокши. Речной бассейн реки — Ока.
Код объекта в государственном водном реестре — 09010100512110000019999.